# Evolutionaire epistemologie
Evolutionaire epistemologie is een discipline binnen de psychologie die menselijk gedrag en culturele afspraken tracht te verklaren door gebruikmaking van evolutionaire biologie en cognitieve psychologie. Zij beoogt op die manier psychologische mechanismen te ontdekken, te catalogiseren en te analyseren. 
De menselijke geest bezit aangeboren, domeinspecifieke psychologische mechanismen waarvan de ontwikkeling minimale input behoeft en waarvan de werkingen context-sensitief, meestal automatisch en onafhankelijk van elkaar en van de algemene intelligentie verloopt. In essentie benadrukken evolutionaire psychologen dat psychologische fenomenen de invloed weerspiegelen van biologische evolutie. Deze associatieve gedragspatronen werden gevormd tijdens het Pleistoceen. 
De evolutionaire epistemologie beoogt de theorie van de evolutie toe te passen op het gebied van ideeën in het algemeen en meer in het bijzonder op wetenschappelijke hypothesen. Dit soort epistemologie, voornamelijk ontwikkeld door Konrad Lorenz, Karl Popper en Stephen Toulmin, en dit elk op hun eigen manier, wil de traditionele tegenstelling tussen rationalisme en empirisme overbruggen. De hypothese van een "evolutionaire" wetenschap is bekritiseerd door twee leerlingen van Karl Popper: Thomas S. Kuhn en Paul Feyerabend die respectievelijk de voorkeur gaven aan een "revolutionair" en "anarchistisch" proces.

## Voetnoten
1. ↑  In The Structure of Scientific Revolutions, 1962.
2. ↑  In Against Method, 1975.